# Pierre Hébraud
 (mai 2025).
La mise en forme du texte ne suit pas les recommandations de Wikipédia : il faut le « wikifier ».
Les points d'amélioration suivants sont les cas les plus fréquents :
- Les titres sont pré-formatés par le logiciel. Ils ne sont ni en capitales, ni en gras.
- Le texte ne doit pas être écrit en capitales (les noms de famille non plus), ni en gras, ni en italique, ni en « petit »…
- Le gras n'est utilisé que pour surligner le titre de l'article dans l'introduction, une seule fois.
- L'italique est rarement utilisé : mots en langue étrangère, titres d'œuvres, noms de bateaux, etc.
- Les citations ne sont pas en italique mais en corps de texte normal. Elles sont entourées par des guillemets français : « et ».
- Les listes à puces sont à éviter, des paragraphes rédigés étant largement préférés. Les tableaux sont à réserver à la présentation de données structurées (résultats, etc.).
- Les appels de note de bas de page (petits chiffres en exposant, introduits par l'outil «  Source ») sont à placer entre la fin de phrase et le point final[comme ça].
- Les liens internes (vers d'autres articles de Wikipédia) sont à choisir avec parcimonie. Créez des liens vers des articles approfondissant le sujet. Les termes génériques sans rapport avec le sujet sont à éviter, ainsi que les répétitions de liens vers un même terme.
- Les liens externes sont à placer uniquement dans une section « Liens externes », à la fin de l'article. Ces liens sont à choisir avec parcimonie suivant les règles définies. Si un lien sert de source à l'article, son insertion dans le texte est à faire par les notes de bas de page.
- La présentation des références doit suivre les conventions bibliographiques. Il est recommandé d'utiliser les modèles {{Ouvrage}}, {{Chapitre}}, {{Article}}, {{Lien web}} et/ou {{Bibliographie}}. Le mode d'édition visuel peut mettre en forme automatiquement les références.
- Insérer une infobox (cadre d'informations à droite) n'est pas obligatoire pour parachever la mise en page.

Pour une aide détaillée, merci de consulter Aide:Wikification.
Si vous pensez que ces points ont été résolus, vous pouvez retirer ce bandeau et améliorer la mise en forme d'un autre article.
Pierre Hébraud, né à Nîmes le 25 mai 1905 et mort à Toulouse le 5 août 1983, est un professeur de droit privé français.

## Biographie
Il obtient son baccalauréat C en mathématiques en 1922. Il obtient son doctorat à l'École de droit de Toulouse en 1929, son parcours étudiant sera fulgurant et il se montrera particulièrement brillant, remportant plusieurs prix. Il est agrégé en droit privé à 26 ans, arrivant à la 3e place. La même année son ami Gabriel Marty arrive major du même concours, il sera futur doyen de la Faculté de droit de Toulouse. Dès cette période, il est atteint d'une maladie affectant gravement sa vision et le menant à une totale cécité.
Sa carrière débute à l'Université de Poitiers en 1931. Il y obtient une chaire de droit romain en 1935 avant de partir en 1937 à Toulouse pour occuper la deuxième chaire de droit civil. Il participe activement à la recherche juridique, notamment sur les questions de procédure civile, en rédigeant des articles dans plusieurs revues, souvent en collaboration avec le professeur Charles Cézar-Bru.
Durant la Seconde Guerre mondiale, le professeur Hébraud part, au printemps 1940, à l'Université de Rabat pour aider à organiser des examens. Il est l'un des enseignants les plus actifs pour maintenir un fonctionnement "normal" de l'Université de Toulouse durant l'Occupation. Il montre des réserves sur le projet du gouvernement de Vichy d'imposer un examen sélectif à l'entrée de l'université.
Son rayonnement académique est national, il participe grandement à la renommée de l'École de droit de Toulouse. Il dirigera l'Institut de criminologie de la Faculté, il sera le premier président de l'IEJ entre 1962 et 1975 et directeur d'une éphémère Études pratiques de préparation aux carrières judiciaires entre 1971 et 1973. Il refusera la charge décanale en raison de sa cécité. Il sera nommé membre du concours d'agrégation en 1951 et en sera président en 1970.
De 1968 à 1975, il participe à la préparation des candidats à l'École Normale Supérieure en compagnie de Jean-Pierre Pech.
Il est infiniment respecté par ses étudiants et collègues. Il enseigne sans notes, il reconnait ses étudiants aux sons de leurs voix et il s'intéresse à tous les champs de la science juridique. Il voit le droit comme une discipline vivante et qui évolue au fil de la société. Il est convaincu par la nécessité d'une interdisciplinarité. Jacques Poumarède dit de lui qu'il faisait "respirer le droit".
Il est membre de l'Académie de Législation, selon Pierre-Louis Boyer⁣⁣, il est même l'un des plus présents en séance.
Son travail à fait l'objet d'un colloque en 2018 dans l'université qui l'a vu évoluer. Son impact se fait sentir sur plusieurs domaines du droit (droit processuel, droit international privé, droit pénal, ...) et semble avoir marqué de nombreuses générations de juristes.
L'Université Toulouse Capitole a donné son nom à l'un de ses amphithéâtres.

## Décorations
Chevalier de la Légion d'honneur, en 1953.
 Commandeur de l'ordre des Palmes académiques, en 1958.